# Hòa Hiệp (Tam Quốc)
Hòa Hiệp (chữ Hán: 和洽, ? - ?), tự Dương Sĩ, người huyện Tây Bình, quận Nhữ Nam , quan viên nhà Tào Ngụy thời Tam Quốc.

## Tị nạn Kinh Châu
Hiệp được cử hiếu liêm, sau đó được Đại tướng quân Hà Tiến vời, đều không nhận. Viên Thiệu ở Ký Châu, sai sứ mời gọi sĩ đại phu Nhữ Nam, riêng Hiệp cho rằng: "Ký Châu đất bằng dân mạnh, phù hợp với bậc anh kiệt, là đất 4 mặt thụ địch. Bản Sơ chiếm làm của riêng, tuy có thể lớn mạnh, nhưng hùng hào các nơi đang trỗi dậy, chưa chắc đã bảo toàn được. Lưu Biểu ở Kinh Châu không có chí lớn, lại yêu người mến sĩ, đất đai hiểm trở, người Sơn Di yếu kém, sẽ dễ dàng nương nhờ đấy!" Bèn đưa thân nhân bằng hữu về nam theo Biểu, được Biểu đãi làm thượng khách. Hiệp nói: "Sở dĩ không theo Bản Sơ, là muốn tránh nơi quần hùng tranh giành. Còn đối với chủ nhân hôn ám, thì không nên ở gần, vì lâu ngày sẽ gặp nguy hiểm, có kẻ gian gièm pha ly gián." Rồi nam tiến đến quận Vũ Lăng.

## Trực ngôn can gián
Tào Tháo chiếm Kinh Châu (208), vời Hiệp làm Thừa tướng duyện thuộc. Khi ấy Mao Giới, Thôi Diễm đều là người thanh liêm, nên tuyển dụng quan lại thì đòi hỏi đức tiết kiệm trước tiên. Hiệp phản bác rằng chọn lựa theo cách ấy sẽ gây bỏ sót hiền tài, bởi tính hình thức của nó, như việc cho rằng ăn mặc rách rưới là thanh liêm, trong khi sĩ đại phu không khỏi chú trọng vẻ ngoài của mình.
Tào Tháo được phong Ngụy vương (213), lấy Hiệp làm Thị trung. Sau khi Thôi Diễm bị ban chết, có người tố cáo Mao Giới phỉ báng Tào Tháo, khiến Tháo rất giận. Hiệp ca ngợi nhân cách của Giới, đề nghị làm án để tra xét rõ ràng, cực lực tranh cãi với Tào Tháo, nhưng Tháo kiên quyết bác bỏ, nhằm tránh tổn hại đến người cáo giác. Cuối cùng Mao Giới bị bãi miễn chức vụ, thất sủng cho đến chết.
Tào Tháo chiếm được Hán Trung (215), Hiệp đề nghị rút quân dời dân, nhằm giảm chi phí phòng ngự; Tháo chưa nghe, nhưng về sau cũng làm vậy. Sau đó Hiệp ra khỏi triều đình làm Lang trung lệnh.
Tào Ngụy Văn đế lên ngôi, Hiệp được làm Quang lộc huân, phong An Thành đình hầu. Minh đế nối ngôi, Hiệp được tiến phong Tây Lăng hương hầu, thực ấp 200 hộ. Giữa những năm Thái Hòa (227 – 232), Tán kỵ thường thị Cao Đường Long tâu rằng thiên tượng có điềm bất thường, là do quan lại không chuyên cần chức sự. Minh đế hạ chiếu nhận lỗi, hỏi ý kiến quần thần. Hiệp cho rằng "dân là gốc của nước, lúa là mạng của dân", hiện nay dân chúng chịu nhiều lao dịch, không thể chuyên tâm canh tác, dẫn đến thiếu thốn lương thực, chính là nguyên nhân gây ra thiên tượng bất thường; lại nói việc giảm lao dịch còn giúp tăng cường binh lực, bảo vệ đất nước.

## Thanh bần giữ tiết
Hiệp chuyển làm Thái thường, tính thanh bần kiệm ước, đến nỗi bán cả ruộng vườn để duy trì sanh hoạt. Minh đế biết được, ban thêm thóc, lụa. Không rõ Hiệp mất khi nào, thụy là Giản hầu.

## Gia đình
Hòa Hiệp có hai con trai là Hòa Ly và Hòa Du.
Ly được kế tự Hiệp. Còn Du làm quan đến chức đến Đình úy, Lại bộ thượng thư.
Hòa Thích có hai con trai là Hòa Kiệu và Hòa Úc, đều là danh thần nhà Tấn.